# Batalla de Mormaison

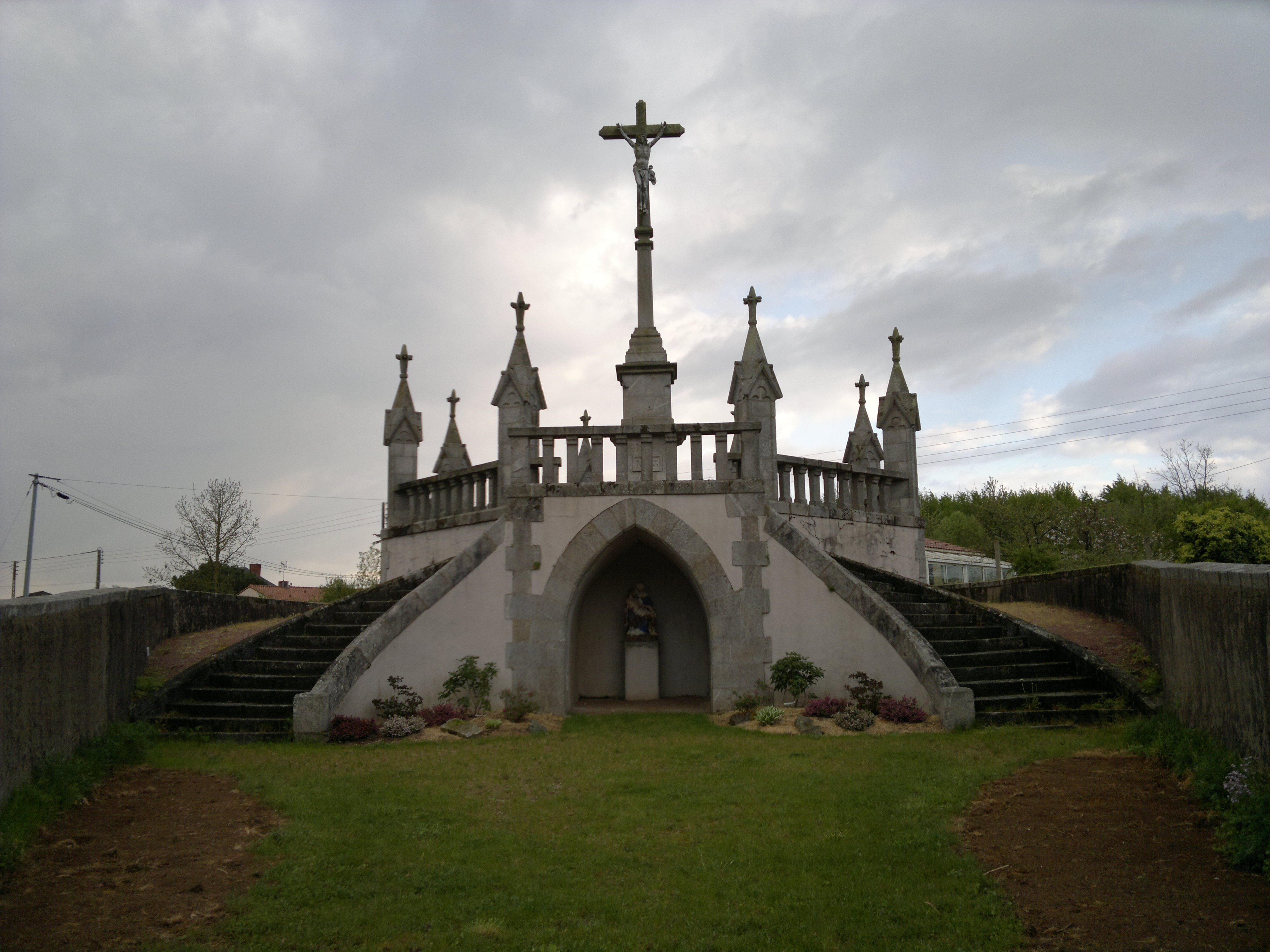
Calvari de Mormaison

La batalla de Mormaison, també anomenada batalla de les Landes de Béjarry, va tenir lloc l'1 de juny de 1794 durant la revolta de la Vendée. Acaba amb la victòria dels Vendéans que prenen un comboi de gra als republicans.

## Preludi
A finals de maig de 1794, Charette acordà amb Stofflet unir les seves forces amb les seves al poble de Bésilière, a la parròquia de Legé, amb l'objectiu d'atacar Challans. No obstant això, la nit del 30 de maig a l'1 de juny, la guarnició republicana de Mortagne-sur-Sèvre, comandada per l'adjudant general Brière, es va traslladar als erms de Boisjarry —o landes de Béjarry— prop de la ciutat de Mormaison, no gaire llunyana, de Legé, per tal de protegir un comboi de gra. Charette és informat d'això i decideix interceptar la columna.

## Forces presents
En el seu primer informe, {nota, 1} l'adjudant general republicà Dusirat va escriure que la columna Brière comptava amb 1.200 homes, inclòs un batalló d'Ille-et-Vilaine1. Charette pot reunir entre 4.000 i 6.000 combatents segons les estimacions.Chassin, t. IV, 1895, p. 507.

## Procés
L'1 de juny, els republicans van ser atacats al landa, mentre carregaven carros prop de dos molins. Segons Dusirat, els revoltats van arribar en quatre columnes. Tanmateix, a les seves memòries, {nota, 2} l'oficial de la Vendée, Pierre-Suzanne Lucas de La Championnière escriu que els Vendéans van atacar només amb dues columnes, una comandada per Charette i l'altra per Guérin.
Al capdavant dels Paydret, Guérin entra en combat amb la primera columna. Els republicans es van desplegar en la batalla i van contenir els atacants, però aviat van ser agafats a la rereguarda per la segona columna, dirigida per Charette, que va assenyalar la seva arribada amb el so d'un corn de caça. Els republicans entren en pànic i són derrotats. La cavalleria surt a la persecució dels fugitius i el batalló Ille-et-Vilaine perd la bandera.
Els Vendéans van tornar al camp de Bésilière amb el comboi. Per celebrar la seva victòria, van rostir 27 bous trets dels equips.

## Pèrdues
Segons el Vendeà Le Bouvier-Desmortiers, els republicans van deixar 2.000 morts i 24 carros tirats per bous. Tanmateix, en el seu segon informe, {nota, 3}, datat el 4 de juny, l'ajudant general Dusirat va escriure que les pèrdues van ser de 243 morts, una bandera i 19 carros de gra que les tropes tenien "la major necessitat". L'oficial republicà també va escriure que aquest afer "ha provocat el desànim entre les tropes que semblen veure banderes blanques per tot arreu".